# 胡正名
胡正名（1931年3月—2017年），湖北沙市人，中华人民共和国信息理论与编码密码专家、政治人物，北京邮电大学教授，中国国民党革命委员会中央委员会原常务委员，第八、九届全国政协委员。